# Akom II
Akom II är en ort i Kamerun.   Den ligger i regionen Södra regionen, i den sydvästra delen av landet, 160 km sydväst om huvudstaden Yaoundé. Akom II ligger 507 meter över havet och antalet invånare är 9 709.
Terrängen runt Akom II är huvudsakligen kuperad, men österut är den platt. Trakten runt Akom II är glesbefolkad, med 17 invånare per kvadratkilometer. Det finns inga andra samhällen i närheten. I omgivningarna runt Akom II växer i huvudsak städsegrön lövskog.